# Haniska (Prešov)
Haniska (em húngaro: Eperjesenyicke) é um município da Eslováquia, situado no distrito de Prešov, na região de Prešov. Tem 1,85 km² de área e sua população em 2018 foi estimada em 713 habitantes.

## Demografia
| Ano:        | 1994 | 2004    | 2014    | 2024    |
| ----------- | ---- | ------- | ------- | ------- |
| Broj ljudi: | 514  | 586     | 677     | 745     |
| Razlika:    |      | +14,00% | +15,52% | +10,04% |

| Ano:               | 2023 | 2024   |
| ------------------ | ---- | ------ |
| Número de pessoas: | 734  | 745    |
| Diferença:         |      | +1,49% |